# 撮影

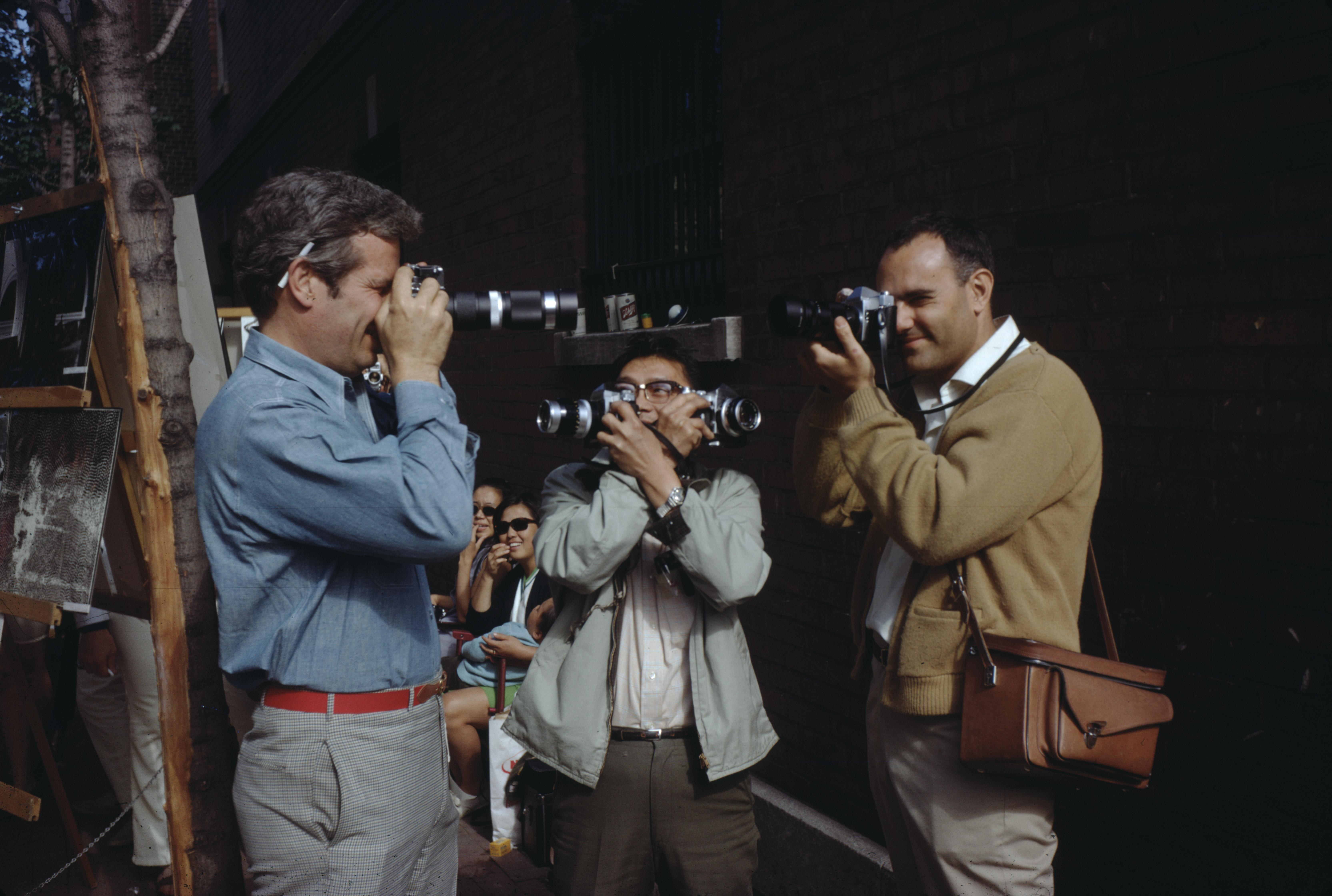
Chicago Old Town Art Fairの写真家たち（1968年）

撮影（さつえい、英: photographingあるいはshootingあるいはfilming）とは、写真や映画やビデオなどをとる（撮る）こと。カメラ（撮影機）によって写真や映画やビデオなどを撮ることである。
（普通の）写真、X線写真、映画、分光写真などでは、対象物の形を光学的な方法で結像させ、その像をフィルム、乾板、CCD素子などに結像させ、記録するが、この工程を撮影と言う。
「撮像」ともいい、こちらは天体の像を記録する場合（「撮像観測」などと使われる）や３DCTでの３次元画像の構築を目的とした撮影などで用いる。
撮影する対象物を「被写体」という。 
なお被写体によっては刑法上の犯罪や民法上の権利侵害となる場合がある。詳しくは盗撮を参照のこと。
また、私有地では管理者が施設管理権に従って撮影禁止とすることが可能で、警告しても撮影を止めない者については退去を求める事が出来る。それでも撮影者が抵抗した場合は警察に通報すれば不退去罪として犯罪化することができる。

## 種類・分類
さまざまな分類法がある。
ひとつには 写真撮影（「スチル撮影」「スチル写真撮影」≒静止写真撮影） / 映像撮影　と2大別する方法がある。
写真撮影（スチル撮影）

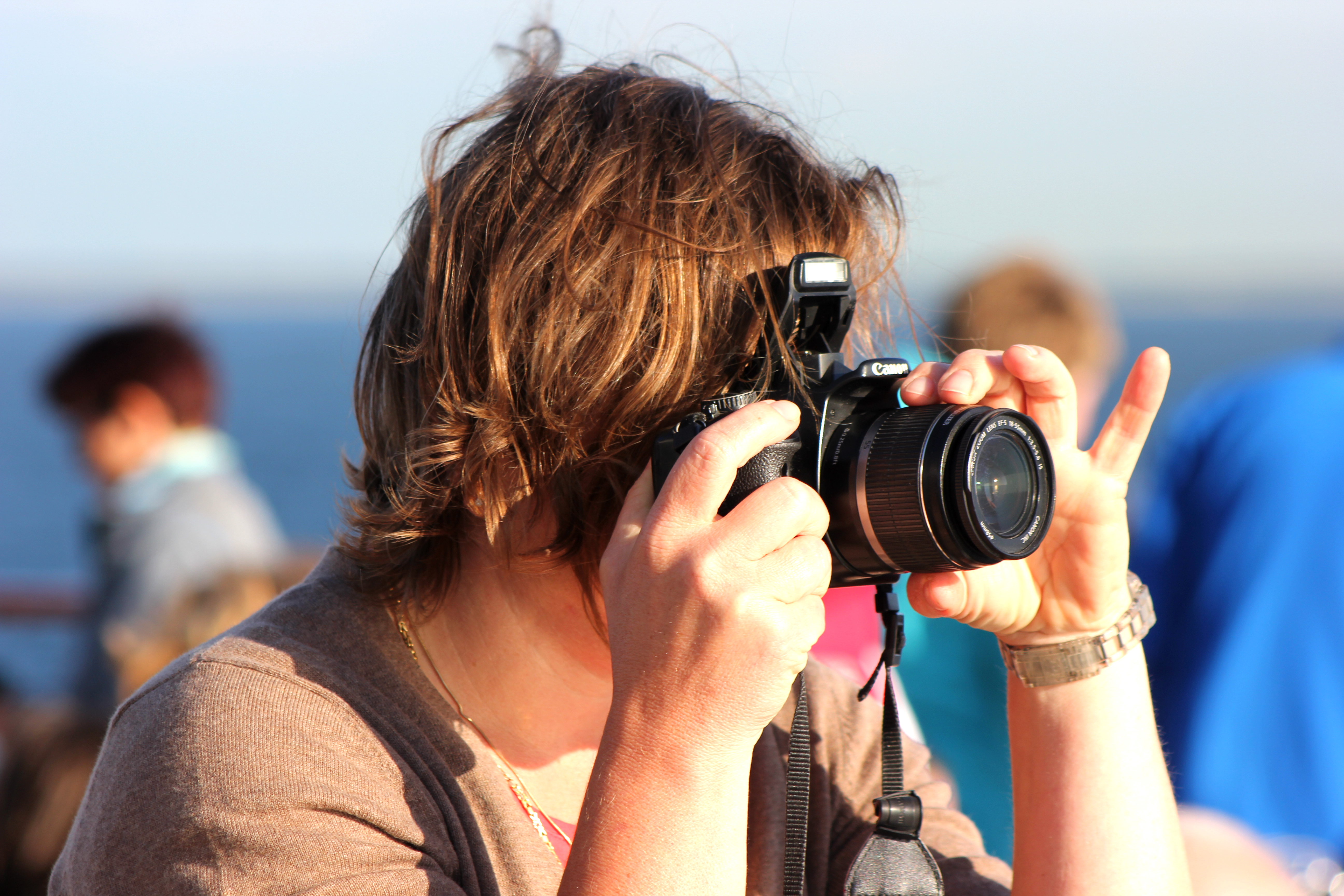
写真撮影をしようとする人

ここでまず説明しておくが、スチル撮影の分類名は、「○○撮影」と呼ばず、「○○写真」と呼ぶ傾向がある（たとえば「人物撮影」と呼ばず「人物写真」と呼ぶ（呼んで済ませてしまう）傾向がある）。
写真撮影（スチル撮影）の分類法としては、ひとつには対象物（被写体）によって分類する方法がある。
古典的な分類法としては（写真よりも歴史の古い美術での古典的な分類法である　「人物画 / 静物画 / 風景画」という分類を踏襲した）
人物撮影（人物写真） / 静物撮影（静物写真） / 風景撮影（風景写真、自然写真）という分類がひとつにはある。
また、写真撮影はその目的による分類も行われている。たとえば目的が 芸術 / 学術 / 報道 / 商業のいずれかによって、芸術撮影（芸術写真）/ 学術撮影（学術写真） / 報道撮影（報道写真） / 商業撮影（商業写真）（商業写真には、下位分類で代表格の「広告写真」も含まれる） ... などと分類する方法がある。
たとえば人物撮影に関しても下位分類ができ
ポートレート撮影（本人などの要望に応じて、肖像画のような写真になるよう撮影すること） /  報道用人物撮影（報道写真）/ 商用の人物撮影 / ... などに分類することもできる。
静物撮影に関しても、芸術的な静物撮影 / 学術的・記録的な静物撮影 / 報道用の静物撮影 / 商業用静物撮影（含　広告写真）/ ...などに下位分類することができる。
自然の撮影に関しても 芸術的な自然撮影 / 学術・記録的な自然撮影 / ...などがある。
映像撮影

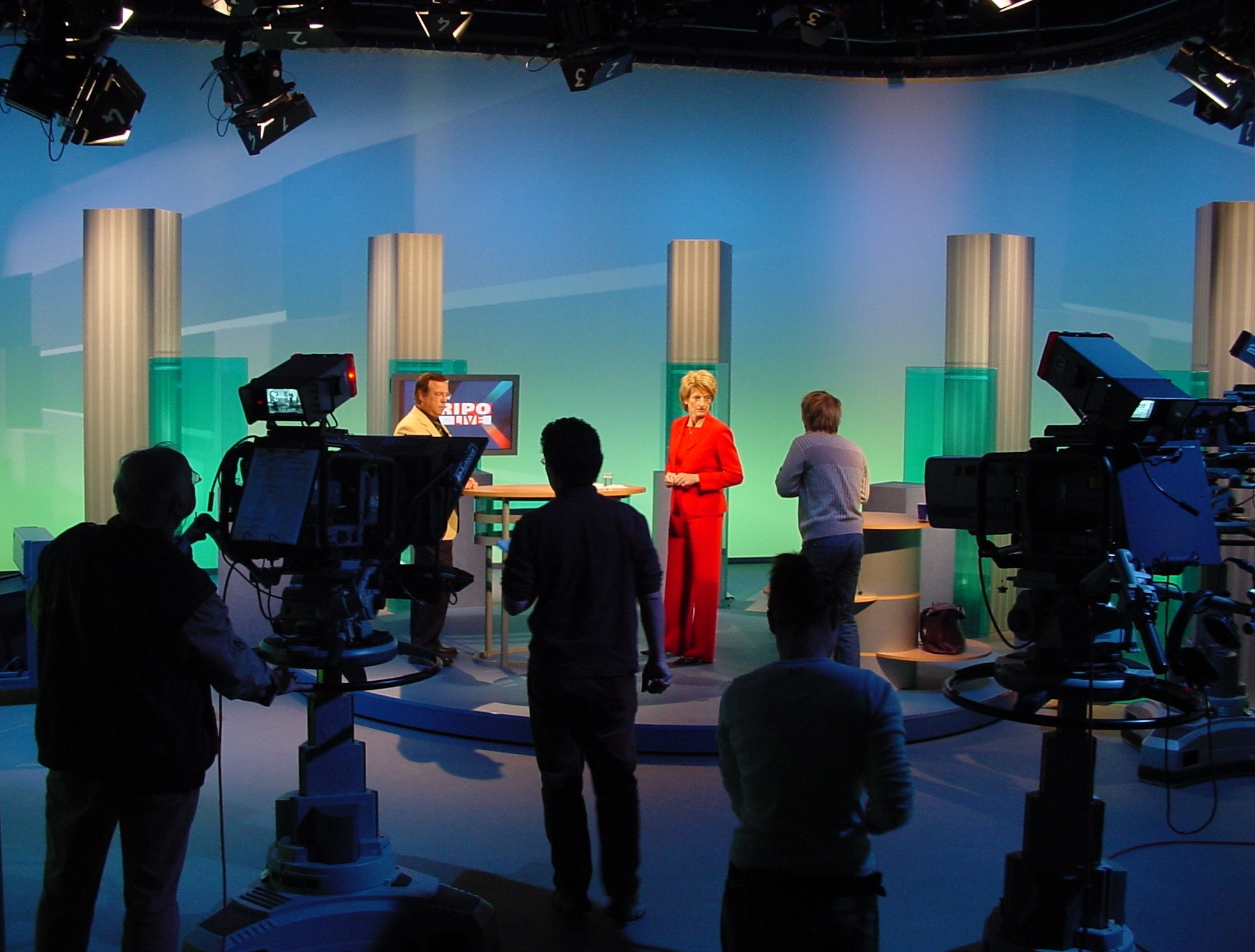
テレビ番組の撮影

映像（＝動く写真、動画、ビデオ）の撮影に関しては、
ひとつは撮影場所で分類する方法があり、スタジオ内の撮影を「スタジオ撮影」「セット撮影」などと分類し、撮影所の外の屋外での撮影は「ロケーション撮影」または「オープン撮影」と分類する。
ひとつには撮影速度で分類する方法もあり、特殊な速度で撮るものを特に　高速度撮影 / 低速度撮影 / タイムラプス　などと分類する。
スタジオ撮影のうちVFXの撮影のうち 撮影後に映像を合成するために特殊な色の背景を用いるものを特に「ブルーバック撮影」（緑色を使う場合「グリーンバック撮影」）と分類する。
デジタル式映画撮影（でじたるしきえいがさつえい、デジタルシネマトグラフィ、英: Digital cinematography）とは、映画の撮影の段階で従来の銀塩式フィルムを使用せずに、光を電気信号に変換する撮像素子を使用して磁気テープやハードディスク等の記録媒体に記録する撮影である。

## 歴史
記録する媒体に関して説明すると、もともとは感光材料（感材）が使われ、スチル写真では湿板→乾板→フィルムと変化してきた。

## 写真撮影

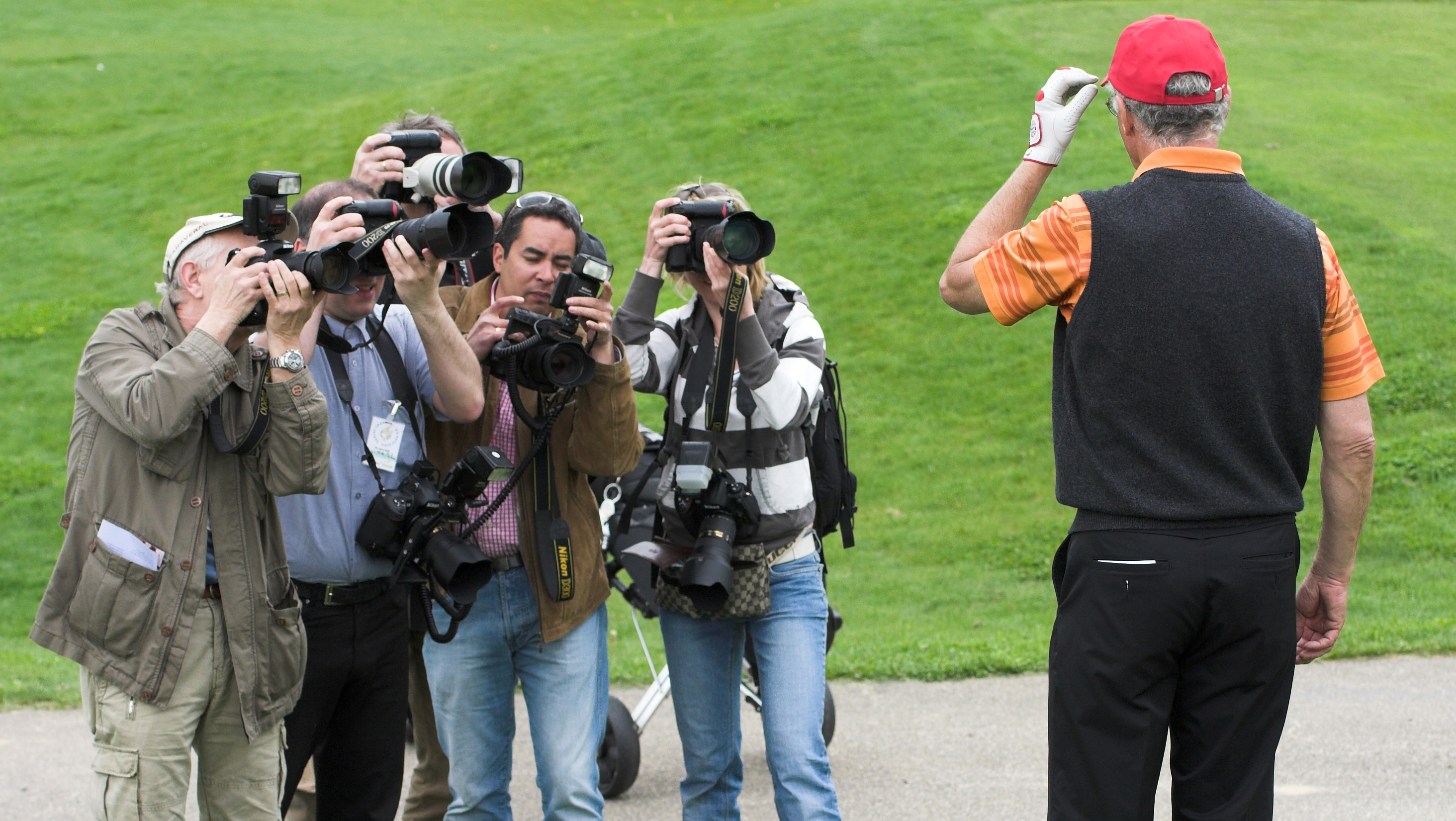
元プロサッカー選手を撮影する写真家（パパラッチ）たち

この節は写真撮影の基本を説明する。なお写真撮影の「露出」や「シャッター速度」や「絞り」の概念は、映像の撮影でも使われる基本的な概念である。
構図、露出、シャッター速度、絞り
（の解説によると）「撮影上必要となる技術は、構図や露出、光線状態 / 照明が中心になる」とのことである。露出はISO感度、シャッター速度、絞りによって決まり、普通はいわゆる適正露出を目指すが、表現意図によりオーバー気味（ハイキー）、アンダー気味（ローキー）の露出を敢えて選ぶこともある。
カラー / モノクロ　の選択
フィルム撮影の場合、表現意図によってカラーにするか、モノクロで撮影するかを判断しなければならない。
レンズの選択
レンズの選択も重要な役割を果たす。レンズは焦点距離の長い順から大まかに望遠レンズ、標準レンズ、広角レンズに分けられ、また接写に適したマクロレンズ、焦点距離を変えられるズームレンズ、歪んだ像の得られる魚眼レンズなどの特殊なレンズがあり、撮影者は撮影意図に最も適したレンズを選択して撮影する必要がある。
焦点距離と被写界深度
焦点距離は被写界深度とも相関関係があり、望遠レンズでは浅く、広角レンズでは深くなる。被写界深度は絞り値によってもコントロールでき、絞り込む（F値を大きくする）と深くなる、つまり近くから遠くまでピントがあった写真（パンフォーカス）になる。また、その逆をすれば浅くなり、主たる被写体の背景や前景がぼけることになる（ボケ表現）。
シャッター速度の選択
シャッター速度が遅くなるとブレが生じるので、普通は三脚や照明を用いることにより、できるだけこれを避けるのが普通だが、特殊な表現意図があるときにはあえてブレ（モーションブラー）を生じさせることもある。
フィルターの選択
カラーフィルムでの撮影の場合、感材の乳剤番号（製造ロット）や相反則不軌、光源の色温度によってカラーバランスが崩れることがあるので、フィルターや光源別のフィルムを使用し、露光量も調節するなどの「補正」が必要となる。デジタルカメラの場合はホワイトバランスの設定などにより色調を調節する。

## 映像撮影

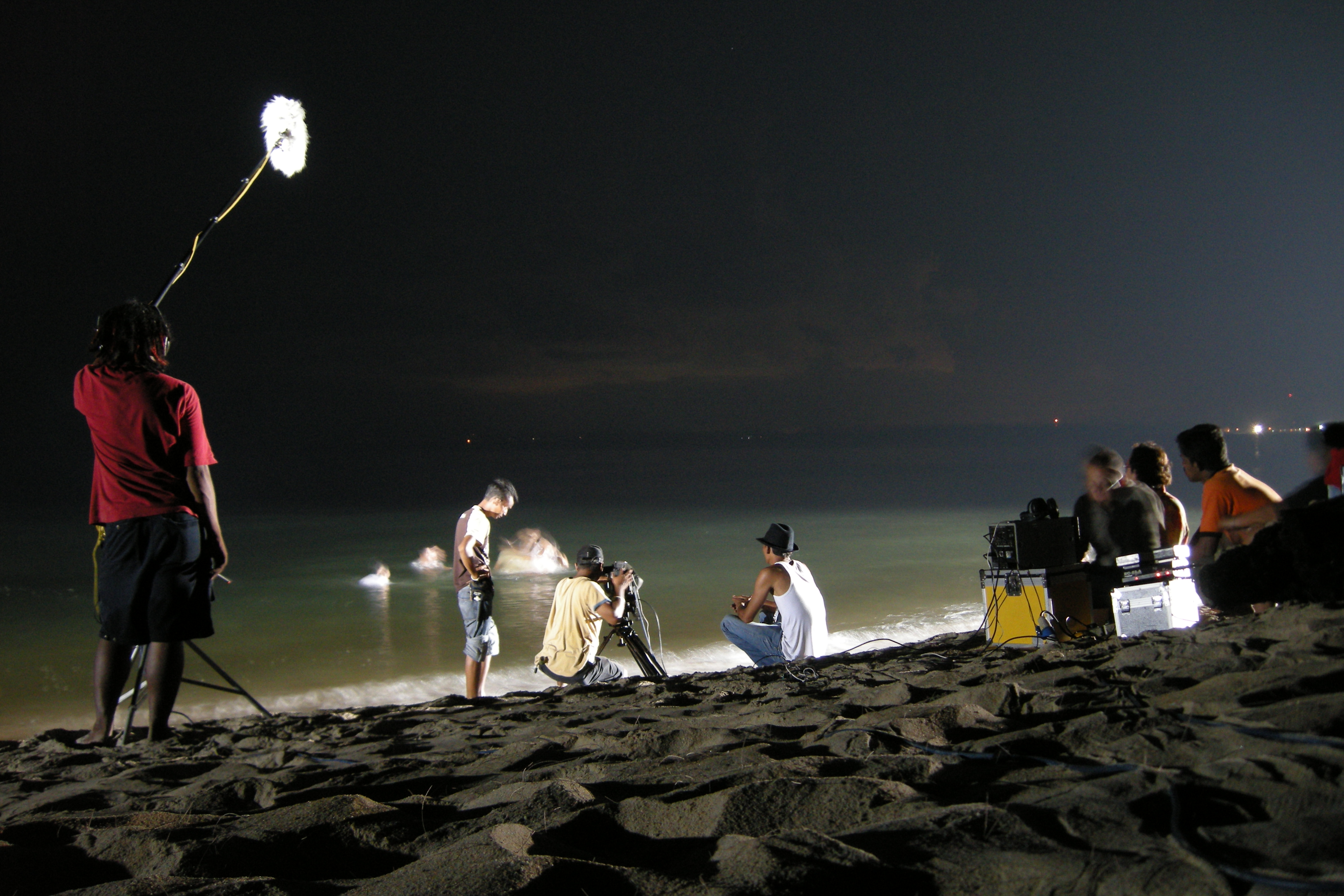
映画撮影。カメラマンの他、マイクロフォンを持つ通称「音声さん」（マイクさん）もいる。

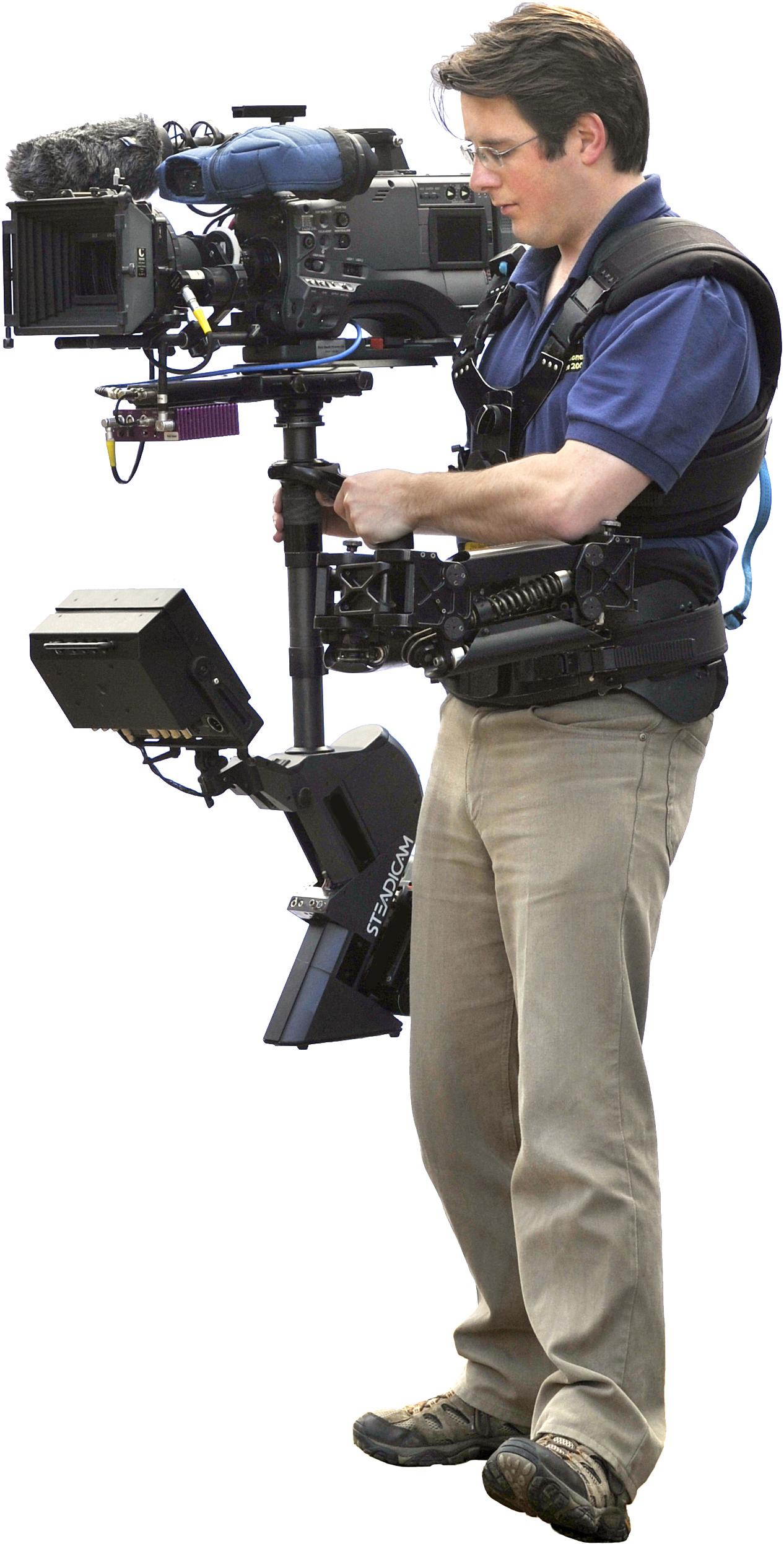
ステディカムを使った撮影

映像の撮影では、たとえ数十秒の作品でも2時間の作品でも、《時間》の概念があり、動きを伴うカメラワーク（パン、トラッキング、ドリー､クレーンショット、ズーミング、ピント送りなど）による表現、すなわち時間とともに画面が変化する表現が可能になる。通常は、視覚像をレンズで捉えるだけでなく、マイクロフォンによる録音も必要である。
テレビ番組の撮影にはテレビ放送用カメラ、映画撮影には映画用カメラ、結婚式や説明用ビデオの撮影には業務用ビデオカメラが使われる。最近の映画撮影では、フィルムカメラではなく、通常シネマカメラと呼ばれる高画質のビデオカメラが使われる。
なお映画やテレビドラマの映像撮影において、撮影期間の開始を「クランクイン」、撮影期間の終了を「クランクアップ」と呼ぶ。これは和製英語で、映画用カメラが手回し式だった頃の、手回しハンドル（クランク）に由来するとされる。
シネマトグラフィ（英: Cinematography）及び、ビデオグラフィ（英: Videography）とは、映像学、映像技術、映像撮影、動画学、動画技術、動画撮影、映画学、映画技術、映画撮影などを意味する言葉で、この頁では映像撮影技術または、動画撮影技術、映画撮影技術を指す。フォトグラフィ（英: photography）とは、写真学、写真技術、写真撮影などを意味する言葉で、この頁では写真撮影技術を指す。
なお、通常は、撮影と撮影後の編集作業は区別されているが、編集はしばしば撮影以上に重要な役割を果たす。編集により、たとえば全く別の日に撮影されたシーンを交互に見せることで同時に進行しているかのように観客に見せることも可能になる。モンタージュ技法を使用したり、ナレーションを加える場合もある。

## ギャラリー
- 20世紀前半、米国ワシントンでの桜の撮影
- 普通の一眼レフでの撮影。手持ち撮影
- 望遠レンズと三脚を用いた撮影
- 上方を見上げるようにして行う、貯水塔の撮影。手持ち撮影。
- 身体を海水に漬けての撮影
- スマホによる撮影
- 映画の撮影の一例。カメラを持ち操作しているのは撮影技師（ビデオグラファー）。ステディカムを使用中。緑のジャケットの男性は撮影監督。右側で指示を出している男性は映画監督。
- ドキュメンタリー映画の、16mmカメラを用いた撮影
- インド、ボリウッドでの撮影（2008年）。カメラに手回しハンドルがついている。
- 斜めになった屋根の上での、三脚を用いた撮影（ロシア）
- 台湾のEETVの報道番組のカメラマンによる列車内での撮影。カメラを肩にかつぎ、立位（立った姿勢）での撮影。
- ひざをついての撮影
- イベントの撮影
- スポーツの撮影の例、野球の試合の撮影
- 野球の試合の撮影（台湾、2008年）
- サッカーのピッチサイドでのステディカムを使った撮影
- モータースポーツ、デイトナ 500での撮影。
- 動物撮影の一例。南極の寒い環境での、ペンギンとペンギン学者の撮影
- クロコダイルの（危険な）撮影
- 歌手パヴァロッティの死を受けた出来事の撮影
- ベルギーの公園での撮影
- Wikimaniaの撮影のための機材の運搬
- 重いTVカメラの移動作業